# Medal Waleczności (Serbia)
Medal Waleczności lub Medal za Waleczność, od 2010 Medal za Waleczność „Miloš Obilić” (serb. Medalja za hrabrost, Medalja Miloša Obilića, Медаља за храброст, Медаља Милош Обилић) – ustanowione 12 lipca 1913, dwustopniowe wojskowe odznaczenie Królestwa Serbii, od 1918 Królestwa Serbów, Chorwatów i Słoweńców, a od 1929 Królestwa Jugosławii. Zniesione w 1945 i odnowione 26 października 2009 w Republice Serbii.
Jego patronem jest legendarny czternastowieczny bohater serbski Miloš Obilić, który poświęcił życie zabijając tureckiego sułtana podczas bitwy na Kosowym Polu w 1389.
W czasach monarchii był szóstym w kolejności starszeństwa jugosłowiańskich odznaczeń, za Orderem św. Sawy, a przed Medalem Króla Piotra I. Od 2009 znajduje się na siódmym miejscu, za Orderem Zasługi dla Obronności i Bezpieczeństwa, a przed Medalem Zasługi.